# Исая Серски (XIV век)
 Тази статия е за книжовника от XIV век.  За българския духовник и книжовник от XIX век вижте Исая Серски (XIX век).  
Исая или Исай Серски (на сръбски: Исаија Серски) е православен духовник и книжовник от XIV век, автор на превод на „Corpus Areopagiticum“ на Псевдо-Дионисий Ареопагит.

## Биография
Основен извор за живота на Исая е житието му, писано вероятно от негов ученик и запазено в препис от 40-те години на ХV век. Исая е роден в Косово в началото на XIV век и според собственото му заявление е със славянски произход. Замонашва се в Осоговския манастир, след което се установява в Хилендарския манастир на Света гора, където духовен наставник му е Арсений, бъдещ игумен на Хилендар. Получава високо образование и е повлиян от паламизма. След смъртта на Арсений в 1348 година, Исая се оттегля в безмълничество. Сръбският владетел Стефан Душан му поръчва да възстанови манастира „Свети Пантелеймон“, запуснат поради татарската доминация в руските земи. Исая възстановя католикона на манастира, събира монашеско братство и заминава за Сърбия, за да получа пари за възстановената обител. Задържа се в Сърбия, където насърчава строителството на църкви и манастири, повлияни от атонския архитектурен стир от средата на ХІV век. По-късно се завръща на Света гора.
В 1371 година, след Черноменската битка, Исая завършва основния си труд - превода на корпуса на Псевдо Дионисий, възложен му от митрополит Теодосий Серски и започнат според автора в „щастливите времена“, тоест преди османското нашествие. Последното сведение за Исая е от 1375 година, когато той е част от мисията на Сръбската църква, която преговаря с Вселенската патриаршия за сваляне на наложената схизма, след едностранното обявяване на автокефалност в 1346 година.